# Геноцид белой расы

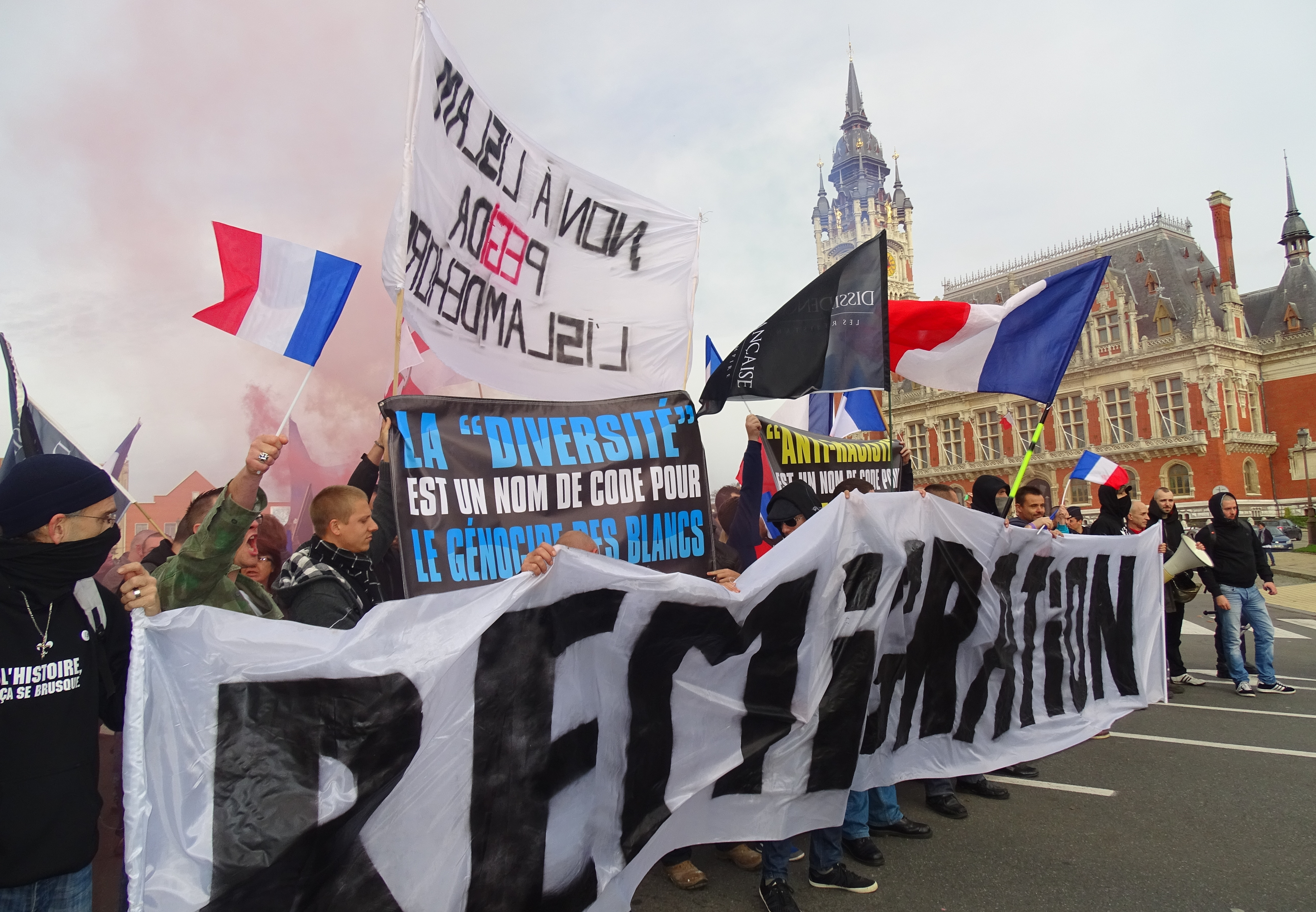
Антииммигрантски настроенные протестующие в Кале держат плакат на французском языке с надписью «Разнообразие — кодовое слово для обозначения геноцида белых» над транспарантом, призывающим к ремиграции, 8 ноября 2015

«Геноцид белой расы», «геноцид белых», «вымирание белых» или «замещение белых» — теория заговора, разделяемая сторонниками превосходства «белой расы», согласно которой существует заговор с целью уничтожения белых. Утверждается, что в странах с белым большинством тайные силы поощряют смешение рас, массовую иммиграцию небелых, расовую интеграцию, низкий уровень рождаемости, аборты, государственную конфискацию земли у белых, организованное насилие и элиминации с целью вызвать вымирание белых посредством принудительной ассимиляции, массовой иммиграции или прямого геноцида.
В организации «геноцида белых» сторонники теории заговора часто обвиняют евреев. Реже в участии в тайном заговоре обвиняются чернокожие, латиноамериканцы и мусульмане, но они рассматриваются как пособники геноцида белых (более плодовитые иммигранты, захватчики или агрессоры), а не его организаторы.
«Геноцид белых» представляет собой политический миф, основанный на псевдонаучных, включая псевдоисторические, взглядах и на этнической ненависти, вызванный психологической паникой, которую часто называют «страхом вымирания белых». По мнению учёных, белые не вымирают и не находятся под угрозой истребления. Целью теории заговора является обосновать приверженность белой националистической программе в поддержке призывов к насилию.
Подобные теории заговора были ранее распространены в нацистской Германии и на оккупированных ею территориях.
Данная теория заговора была популяризирована белым сепаратистом и неонацистом Дэвидом Лэйном и пропагандировалась в Европе, Северной Америке, Южной Африке и Австралии. Дэвид Лейн разработал свою версию теории заговора о «геноциде белых» в своём «Манифесте белого геноцида» около 1995 года, под влиянием которого фраза «геноцид белых» получила широкое распространение в начале XXI века и стала доминирующим мемом современного белого национализма. Лейн утверждал, что политика правительств многих западных стран была направлена на уничтожение «белой» европейской культуры и превращение «белых» людей в «вымерший вид». Лейн, один из основателей организации «The Order», критиковал смешение рас, аборты, гомосексуальность, «еврейский контроль» над средствами массовой информации, «мультирасовый спорт» и юридические последствия для тех, кто «сопротивляется геноциду» и «Сионистскому оккупационному правительству», которое, по его словам, контролирует Соединённые Штаты и другие страны с «белым» большинством и которое поощряет «геноцид белых».
В 1990-х годах британские неонацисты провозгласили тотальную битву за выживание «белой расы» против «Сионистского оккупационного правительства» в тонах религиозного пафоса и апокалиптических пророчеств. В начале 1995 года британский неонацист Дэвид Мьятт начал издавать газету The National-Socialist, провозглашающую борьбу всех «арийцев» против их вымирания под натиском «низших рас», подстрекаемых либеральными «предателями расы». Газета поддерживала «Национал-социалистический альянс» и его политику создания «арийской родины» в качестве анклава «белой расы». Все «цветные» рассматриваются как силы вторжения, санкционированные «Сионистским оккупационным правительством».
На веб-сайте американского крайне правого политика Дэвида Дюка размещены различные материалы, в которых развивается идея, что «белые» люди подвергаются геноциду. Проводится связь между идеей «геноцида белых» и осуждением либеральных политических взглядов. В одном из таких эссе «Либералы продвигают геноцид белой расы» сказано: «Действия, предпринятые либеральными правительствами для внедрения „небелых“ в каждую белую нацию, в конечном итоге уничтожат саму белую расу».
Подобная теория заговора использовались в книге Рено Камю «Великое замещение» 2011 года, посвящённой белому населению Франции. В 2019 году произошли теракты в мечетях Крайстчерча (Новая Зеландия) и Эль-Пасо (США). В своих манифестах террористы осуждали «замещение белых» и ссылались на концепцию «великого замещения». После этих событий в качестве синонимов «белого геноцида» и разновидностей данной теории заговора стали рассматриваться идея Камю о «великом замещении» (часто называемая «теорией замещения» или «замещением населения»), концепция Еврабии Бат Йеор 2002 года и возродившийся миф о плане Калерги, созданный в 1970-х годах Гердом Хонзиком и в настоящее время возрождающийся.
В августе 2018 года президент США Дональд Трамп был обвинён в поддержке теории заговора в твите о внешней политике США, в котором поручил госсекретарю Майку Помпео расследовать «захват и экспроприацию земель и ферм в ЮАР, а также многочисленные убийства фермеров», утверждая, что «правительство ЮАР в настоящее время захватывает землю у белых фермеров». Конспирологические идеи вокруг нападений на фермы и земельной реформы в ЮАР, принадлежат к числу тем, представленных в средствах массовой информации как способ осуществления «белому геноциду». Тема конфискации ферм в Южной Африке и Зимбабве (при Роберте Мугабе) стала объединяющей для белых националистов и альтернативных правых групп, которые используют ее для оправдания идеи превосходства белых.
Многие сторонники ультраправых и других маргинальных идеологий не признают в качестве «белых» ряд этносов, обычно относящихся к европеоидной расе, и фактически также классифицируемых как «белые» (евреи, персы, большинство арабов и этнических групп Ближнего Востока и Северной Африки, испаноговорящие/латиноамериканцы с европеоидной внешностью) на основании культурных и религиозных критериев, противопоставляя им антропологические.
В рамках ксенофобского дискурса присутствует идея, что враждебные силы стремятся разработать для России программу падения рождаемости и увеличения смертности.